# Spinohybolasius spinicollis
Spinohybolasius spinicollis là một loài bọ cánh cứng trong họ Cerambycidae.